# أباتشي كافكا
أباتشي كافكا (بالإنجليزية: Apache Kafka)‏ هو نظام حوسبة موزعة ومنصة تحليل التدفق. وهو نظام مفتوح المصدر تم تطويره من قبل مؤسسة أباتشي للبرمجيات ومكتوب بلغة جافا وسكالا.
```
يهدف مشروع  كافكا إلى توفير منصة موحدة عالية الإنتاجية ومنخفضة التأخير لمعالجة تغذيات البيانات في الوقت الحقيقي. يمكن لكافكا الاتصال بأنظمة خارجية (للاستيراد والتصدير) عبر Kafka Connect ويوفر مكتبات Kafka Streams لتطبيقات معالجة التدفق. يستخدم كافكا بروتوكولًا بنيويًا قائمًا على TCP مُحسَّنًا للكفاءة ويعتمد على تجريد "مجموعة الرسائل" التي تجمع الرسائل معًا بشكل طبيعي
```

## تاريخ
تم تطوير كافكا في الأصل في شركة لينكد إن، وبعد ذلك تم تحويله إلى مشروع مفتوح المصدر في بداية عام 2011. ساهم جاي كريبس، نيها ناركيد وجون راو في إنشاء كافكا. اختار جاي كريبس أن يسمي البرنامج باسم الكاتب فرانس كافكا لأنه "نظام محسَّن للكتابة"، وأعجبه أعمال كافكا.

## أستخداماته
يوجد العديد من الشركات التي تستخدم كافكا و منها :
- أوبر (Uber): تستخدم كافكا في تتبع مواقع السائقين والركاب ، وكذلك لمعالجة المدفوعات.
- لينكد إن (LinkedIn): تستخدم كافكا للتواصل بين تطبيقاتها وخدماتها الداخلية، وتستخدمه أيضًا لمعالجة تدفق الأنشطة والتحليلات.
- تويتر (Twitter): يستخدم كافكا في نظام للتدفق المستمر للتغريدات والتفاعلات بين المستخدمين.
- سبوتيفاي (Spotify): يستخدم كافكا لجمع البيانات من مستخدميه ومعالجتها ، مثل الأغاني التي يستمعون إليها ومتى.